# 39e parallèle nord
Pour les articles homonymes, voir 39e parallèle.
En géographie, le 39e parallèle nord est le parallèle joignant les points de la surface de la Terre dont la latitude est égale à 39° nord. Il traverse l'Europe, l'Asie, l'océan Pacifique, Amérique du Nord, et l'océan Atlantique.

## Régions traversées

### Pays traversés
États-Unis
 Portugal
 Espagne
 Italie
 Grèce (partie continentale, et les îles d'Eubée et de Lesbos)
 Turquie
 Iran (province de l'Azerbaïdjan occidental)
 Azerbaïdjan (enclave du Nakhchivan)
 Arménie
 Azerbaïdjan
 Iran
 Azerbaïdjan
 Turkmenistan
 Ouzbékistan
 Tadjikistan
 Chine
 Corée du Nord
 Japon (île d'Honshu)